# Olympische Sommerspiele 2000/Leichtathletik – 50 km Gehen (Männer)

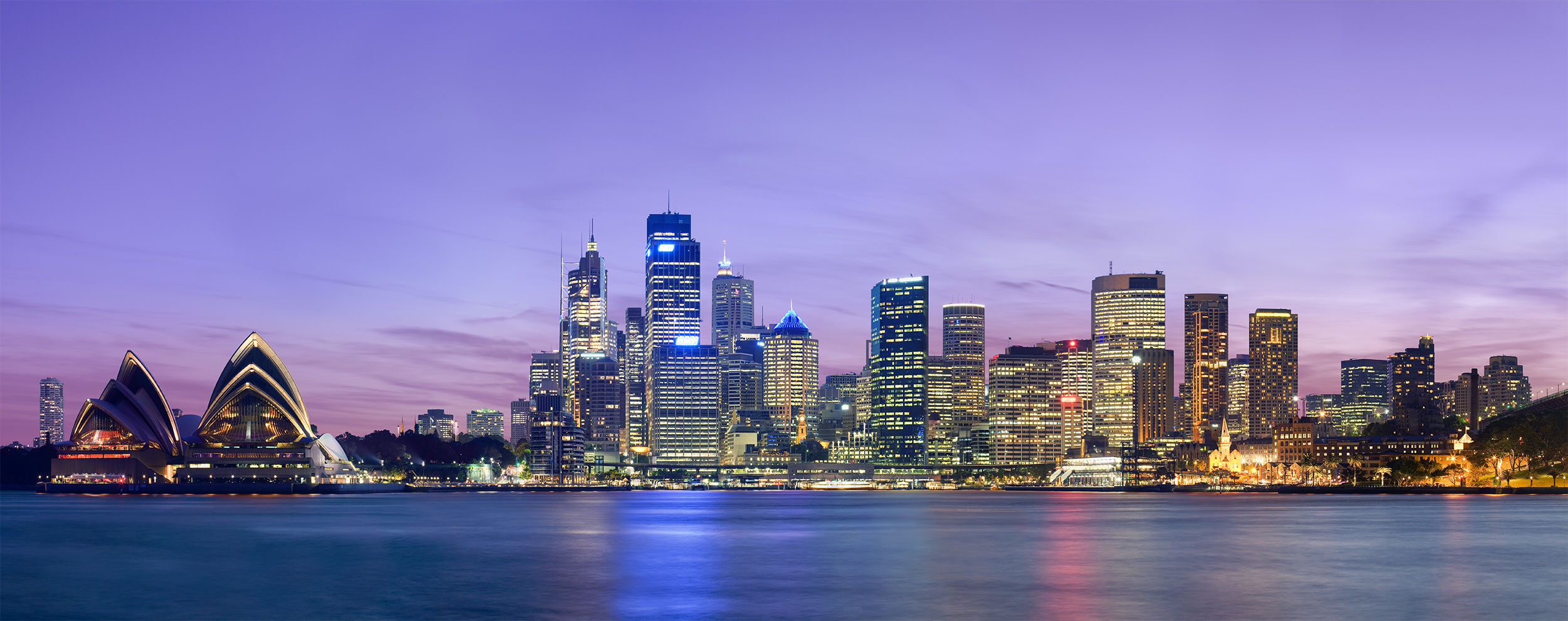
Skyline von Sydney von Sydney im Jahr 2008

Das 50-km-Gehen der Männer bei den Olympischen Spielen 2000 in Sydney wurde am 29. September 2000 auf einem Rundkurs in Sydney ausgetragen. Start und Ziel waren das Stadium Australia. 56 Athleten nahmen teil, 39 erreichten das Ziel.
Olympiasieger wurde der Pole Robert Korzeniowski. Er gewann vor dem Letten Aigars Fadejevs und dem Mexikaner Joel Sánchez.
Robert Ihly und die Brüder Denis und Mike Trautmann gingen für Deutschland an den Start. Während Ihly das Rennen aufgeben musste, erreichte Mike Trautmann das Ziel auf Platz neunzehn, Denis Trautmann auf Platz 21.

Athleten aus der Schweiz, Österreich und Liechtenstein nahmen nicht teil.

## Aktuelle Titelträger
| Olympiasieger 1996                  | Robert Korzeniowski ( Polen)                | 3:43:30 h                                   | Atlanta 1996                                |
| Weltmeister 1999                    | Ivano Brugnetti ( Italien)                  | 3:47:54 h                                   | Sevilla 1999                                |
| Europameister 1998                  | Robert Korzeniowski ( Polen)                | 3:43:51 h                                   | Budapest 1998                               |
| Panamerikanischer Meister 1999      | Joes Sánchez ( Mexiko)                      | 4:06:31 h                                   | Winnipeg 1999                               |
| Zentralamerika- und Karibik-Meister | 50-km-Gehen nicht im Meisterschaftsprogramm | 50-km-Gehen nicht im Meisterschaftsprogramm | 50-km-Gehen nicht im Meisterschaftsprogramm |
| Südamerika-Meister 1999             | 50-km-Gehen nicht im Meisterschaftsprogramm | 50-km-Gehen nicht im Meisterschaftsprogramm | 50-km-Gehen nicht im Meisterschaftsprogramm |
| Asienmeister 2000                   | 50-km-Gehen nicht im Meisterschaftsprogramm | 50-km-Gehen nicht im Meisterschaftsprogramm | 50-km-Gehen nicht im Meisterschaftsprogramm |
| Afrikameister 2000                  | 50-km-Gehen nicht im Meisterschaftsprogramm | 50-km-Gehen nicht im Meisterschaftsprogramm | 50-km-Gehen nicht im Meisterschaftsprogramm |
| Ozeanienmeister 2000                | 50-km-Gehen nicht im Meisterschaftsprogramm | 50-km-Gehen nicht im Meisterschaftsprogramm | 50-km-Gehen nicht im Meisterschaftsprogramm |

## Bestehende Bestleistungen / Rekorde
Weltrekorde wurden im Straßengehen außer bei Meisterschaften und Olympischen Spielen wegen der unterschiedlichen Streckenbeschaffenheiten nicht geführt.
| Weltbestzeit       | 3:37:26 h | Waleri Spizyn ( Russland)            | Moskau, Russland   | 21. Mai 2000       |
| Olympischer Rekord | 3:38:29 h | Wjatscheslaw Iwanenko ( Sowjetunion) | OS Seoul, Südkorea | 30. September 1988 |

Der bestehende olympische Rekord wurde bei diesen Spielen nicht erreicht. Der polnische Olympiasieger Robert Korzeniowski blieb mit seinen 3:42:22 h um 3:53 min über diesem Rekord. Zur Weltbestzeit fehlten ihm 4:56 min.

## Streckenführung
Gestartet wurde mit fünf Runden auf der Laufbahn des Stadiums Australia. Anschließend wurde das Stadion verlassen. Durch einen Tunnel führte die Route auf der Edwin Flack Avenue in Richtung Norden. Kurz vor dem Olympic Boulevard wendete die Strecke sich nach rechts und bog in die Querstraße Pondage Link ein, welche die Edwin Flack Avenue mit der Hill Road verbindet. Ab hier begann ein T-förmiger Rundkurs von zwei Kilometern Länge, der 23-mal zu absolvieren war. Dieser Kurs führte zunächst nach rechts in die Hill Road. Kurz nach der Brücke über den Haslams Creek gab es eine Wendung und es ging zurück bis zur Einmündung des Old Hill Link. Hier wurde mit einem kleinen Bogen in den Pondage Link wieder gewendet und der Weg führte zurück zur Hill Road. Nach Absolvierung des Rundkurses ging es auf derselben Strecke wie auf dem Hinweg zurück ins Stadion, wo das Ziel erreicht wurde.

## Ausgangslage
Zu den Favoriten gehörte in erster Linie der Pole Robert Korzeniowski. Er hatte vier Jahre zuvor bei den Spielen in Atlanta das 50-km-Gehen gewonnen, war vor zwei Jahren Europameister geworden und hatte eine Woche zuvor schon Gold im 20-km-Wettbewerb errungen. Auch der italienische Weltmeister von 1999 Ivano Brugnetti, Vizeweltmeister Nikolai Matjuchin aus Russland, der Spanier Valentí Massana als olympischer Bronzemedaillengewinner von 1996 und WM-Vierter von 1999, sowie der russische Inhaber der Weltbestleistung Waleri Spizyn, aufgestellt im Mai des Olympiajahres, starteten mit guten Medaillenchancen.

## Zwischenzeiten

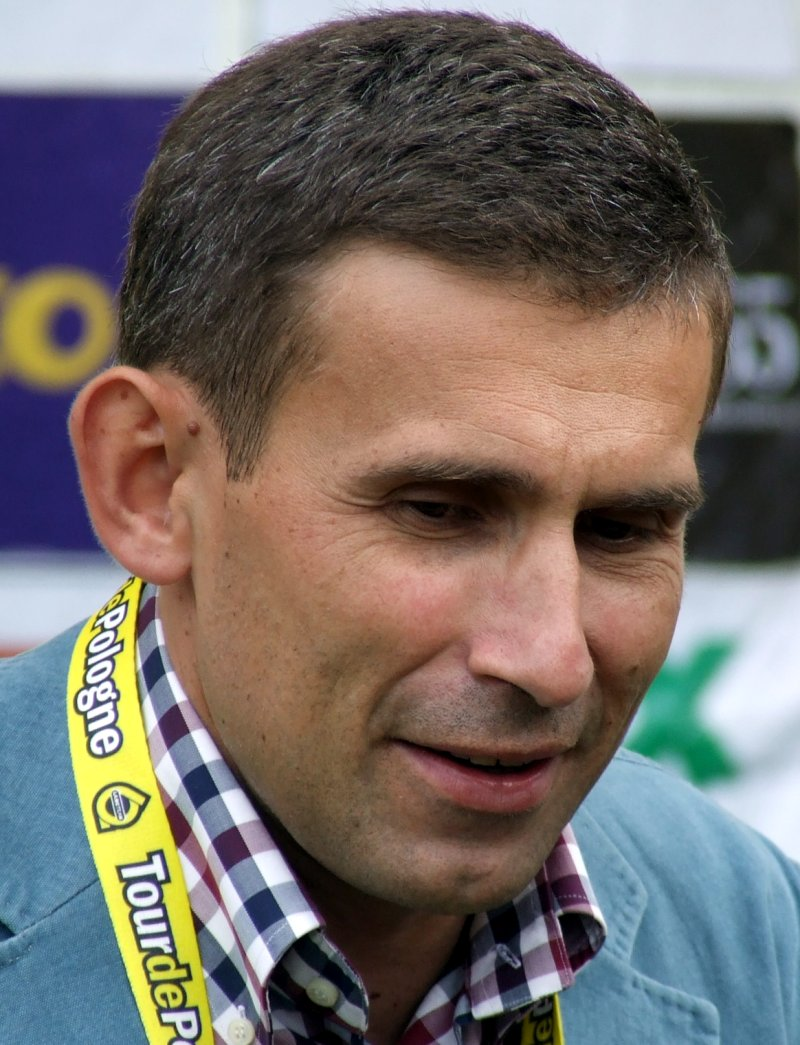
Olympiasieger Robert Korzeniowski mit seinem zweiten Gold hier in Sydney und seinem dritten Gold insgesamt

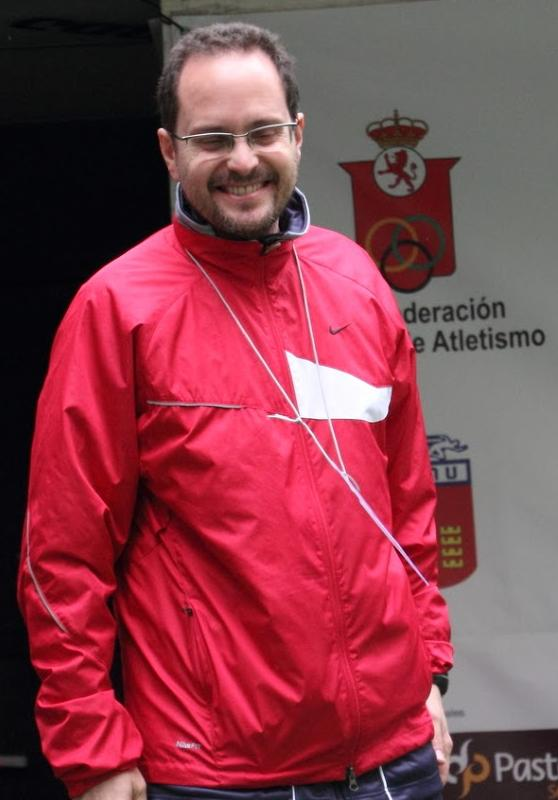
Valentí Massana kam auf den vierten Platz

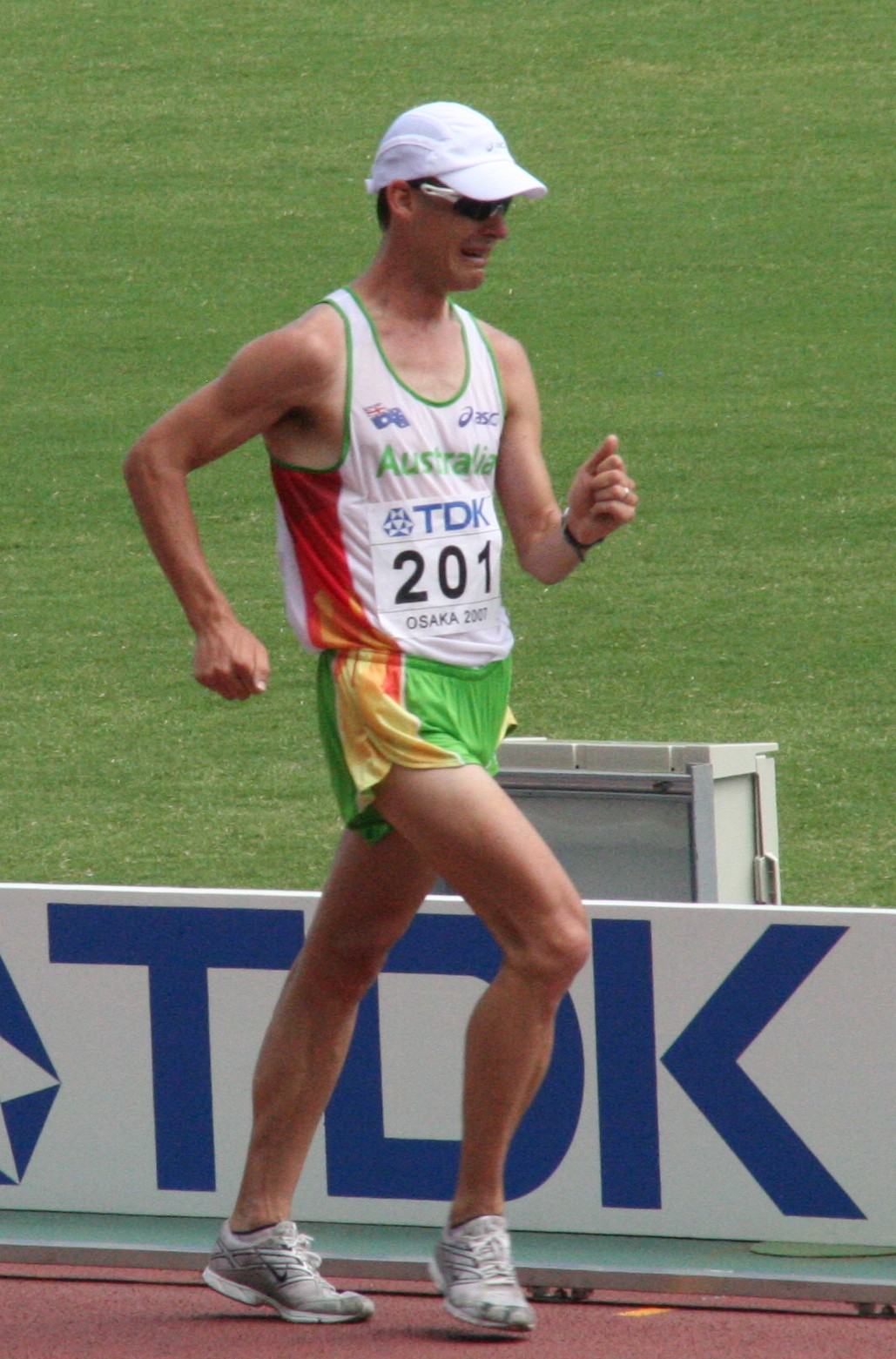
Der Olympiasechste Nathan Deakes

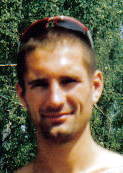
Rang acht für Roman Magdziarczyk

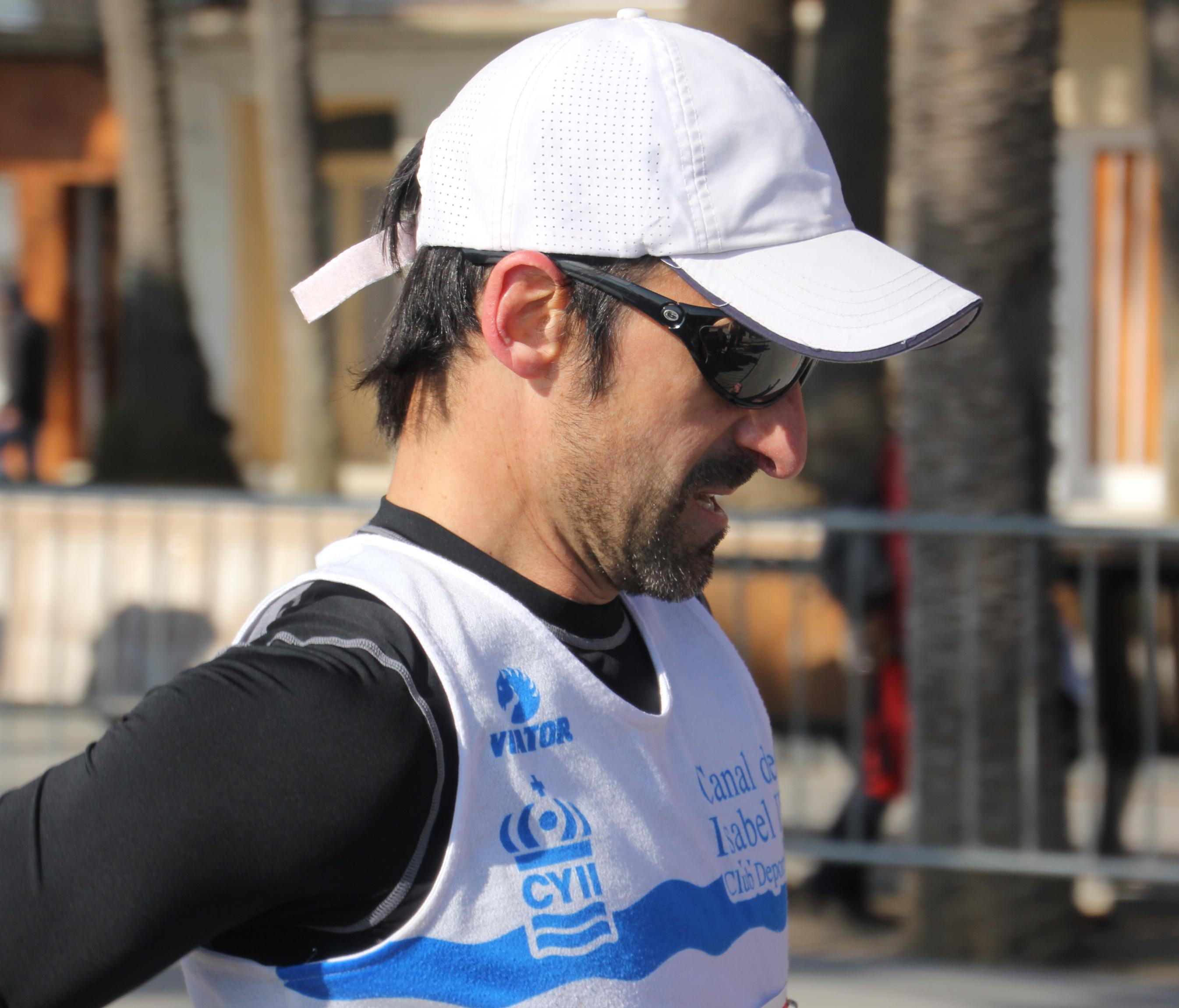
Jesús Ángel García belegte Platz zwölf

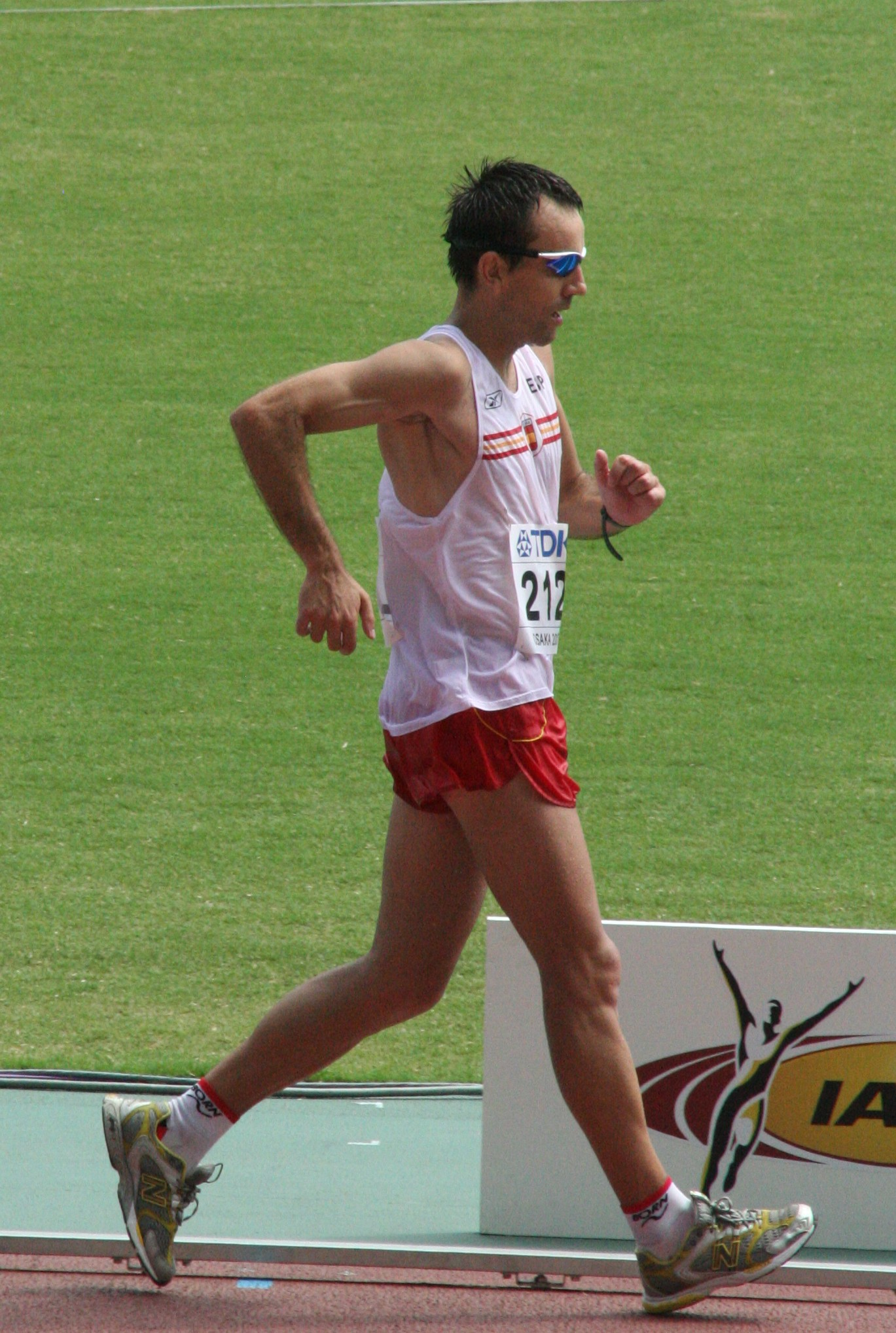
Mikel Odriozola wurde 24.

29. September 2000, Start um 8:00 Uhr
Anmerkung: Alle Zeiten sind in Ortszeit Sydney (UTC+10) angegeben.
| Zwischenzeiten | Zwischenzeiten | Zwischenzeiten                                  | Zwischenzeiten |
| Marke          | Zwischenzeit   | Führende(r)                                     | 5-km-Zeit      |
| -------------- | -------------- | ----------------------------------------------- | -------------- |
| 5 km           | 23:24 min      | große Gruppe                                    | 23:24 min      |
| 10 km          | 45:52 min      | große Gruppe                                    | 22:28 min      |
| 15 km          | 1:08:05 h00    | große Gruppe                                    | 22:13 min      |
| 20 km          | 1:30:00 h00    | 10köpfige Spitzengruppe                         | 21:55 min      |
| 25 km          | 1:51:48 h00    | 7köpfige Spitzengruppe                          | 21:48 min      |
| 30 km          | 2:13:30 h00    | 7köpfige Spitzengruppe                          | 21:42 min      |
| 35 km          | 2:35:03 h00    | Korzeniowski / G. Sánchez / J. Sánchez / Deakes | 21:33 min      |
| 40 km          | 2:56:28 h00    | Korzeniowski / J. Sánchez                       | 21:25 min      |
| 45 km          | 3:18:39 h00    | Korzeniowski                                    | 22:11 min      |
| 50 km          | 3:42:22 h00    | Robert Korzeniowski                             | 23:43 min      |

## Ergebnis
| Platz | Name                    | Nation              | Zeit (h)           | Verwarnungen                   | Anmerkung                           |
| ----- | ----------------------- | ------------------- | ------------------ | ------------------------------ | ----------------------------------- |
| 0 1   | Robert Korzeniowski     | Polen               | 3:42:22            | Knie                           |                                     |
| 0 2   | Aigars Fadejevs         | Lettland            | 3:43:40            | Knie                           |                                     |
| 0 3   | Joel Sánchez            | Mexiko              | 3:44:36            | Knie                           |                                     |
| 0 4   | Valentí Massana         | Spanien             | 3:46:01            | Knie                           |                                     |
| 0 5   | Nikolai Matjuchin       | Russland            | 3:46:37            |                                |                                     |
| 0 6   | Nathan Deakes           | Australien          | 3:47:29            | Knie                           |                                     |
| 0 7   | Miguel Ángel Rodríguez  | Mexiko              | 1:21:01            |                                |                                     |
| 0 8   | Roman Magdziarczyk      | Polen               | 3:48:17            |                                |                                     |
| 0 9   | Modris Liepiņš          | Lettland            | 3:48:36            |                                |                                     |
| 10    | Yang Yongjian           | Volksrepublik China | 3:48:42            | Bod                            |                                     |
| 11    | Aleksandar Raković      | BR Jugoslawien      | 3:49:16            | Knie / Knie                    |                                     |
| 12    | Jesús Ángel García      | Spanien             | 3:49:31            | Knie / Knie                    |                                     |
| 13    | Wang Yinhang            | Volksrepublik China | 3:50:19            | Bod                            |                                     |
| 14    | Denis Langlois          | Frankreich          | 3:52:56            |                                |                                     |
| 15    | Sergej Korepanow        | Kasachstan          | 3:53:30            |                                |                                     |
| 16    | Miloš Holuša            | Tschechien          | 3:53:48            | Bod / Knie                     |                                     |
| 17    | Peter Tichý             | Slowakei            | 3:54:47            |                                |                                     |
| 18    | Craig Barrett           | Neuseeland          | 3:55:53            | Knie                           |                                     |
| 19    | Mike Trautmann          | Deutschland         | 3:56:19            | Knie / Bod                     |                                     |
| 20    | Štefan Malík            | Slowakei            | 3:56:44            |                                |                                     |
| 21    | Denis Trautmann         | Deutschland         | 3:58:18            | Knie                           |                                     |
| 22    | Curt Clausen            | USA                 | 3:58:39            | Knie                           |                                     |
| 23    | Peter Korčok            | Slowakei            | 3:58:46            |                                |                                     |
| 24    | Mikel Odriozola         | Kanada              | 3:59:50            | Knie                           |                                     |
| 25    | Waleri Borisow          | Kasachstan          | 4:01:11            | Knie                           |                                     |
| 26    | Wladimir Potjomin       | Russland            | 4:02:38            |                                |                                     |
| 27    | Dion Russell            | Australien          | 4:02:50            |                                |                                     |
| 28    | Philip Dunn             | USA                 | 4:03:05            | Bod                            |                                     |
| 29    | Sylvain Caudron         | Frankreich          | 4:03:22            |                                |                                     |
| 30    | Daugvinas Zujus         | Lettland            | 4:06:04            |                                |                                     |
| 31    | Andrew Hermann          | USA                 | 4:07:18            | Knie / Knie                    |                                     |
| 32    | Oleksij Schelest        | Ukraine             | 4:07:39            |                                |                                     |
| 33    | Pedro Martins           | Portugal            | 4:08:13            |                                |                                     |
| 34    | Duane Cousins           | Australien          | 4:10:43            | Bod / Bod                      |                                     |
| 35    | Uģis Brūvelis           | Lettland            | 4:11:41            | Knie / Knie                    |                                     |
| 36    | Fumio Imamura           | Japan               | 4:13:28            | Knie / Knie                    |                                     |
| 37    | Gyula Dudás             | Ungarn              | 4:17:55            |                                |                                     |
| 38    | James Costin            | Irland              | 4:24:22            |                                |                                     |
| 39    | Christopher Maddocks    | Großbritannien      | 4:52:12            | Knie                           |                                     |
| DNF   | Ivano Brugnetti         | Italien             |                    |                                |                                     |
| DNF   | Robert Ihly             | Deutschland         |                    |                                |                                     |
| DNF   | Spyros Kastanis         | Griechenland        |                    |                                |                                     |
| DNF   | Tomasz Lipiec           | Polen               |                    |                                |                                     |
| DNF   | Giovanni Perricelli     | Italien             | Knie / Knie        |                                |                                     |
| DNF   | René Piller             | Frankreich          |                    |                                |                                     |
| DNF   | Waleri Spizyn           | Russland            | Knie               |                                |                                     |
| DNF   | Theodoros Stamatopoulos | Griechenland        | Knie / Knie        |                                |                                     |
| DNF   | Arturo Di Mezza         | Italien             |                    |                                |                                     |
| DSQ   | Tim Berrett             | Kanada              |                    | Knie / Bod / Knie              | IAAF Regel 230.4 – Gehrichterobmann |
| DSQ   | Zoltán Czukor           | Ungarn              | Knie / Knie / Knie |                                | IAAF Regel 230.4 – Gehrichterobmann |
| DSQ   | Wiktor Ginko            | Belarus             | Knie / Knie / Knie |                                | IAAF Regel 230.4 – Gehrichterobmann |
| DSQ   | Arturo Huerta           | Kanada              | Bod / Knie / Knie  |                                | IAAF Regel 230.4 – Gehrichterobmann |
| DSQ   | Akihiko Koike           | Japan               | Knie / Knie / Knie |                                | IAAF Regel 230.4 – Gehrichterobmann |
| DSQ   | Valentin Kononen        | Finnland            | Bod / Knie / Knie  |                                | IAAF Regel 230.4 – Gehrichterobmann |
| DSQ   | Germán Sánchez          | Mexiko              | Knie / Bod / Knie  |                                | IAAF Regel 230.4 – Gehrichterobmann |
| DSQ   | Fedosei Ciumacenco      | Moldau              |                    | IAAF Regel 230.6 – Rote Karten |                                     |

## Wettbewerbsverlauf
Eine größere Gruppe des Geherfelds blieb auf den ersten fünfzehn Kilometern des Wettbewerbs weitgehend zusammen. Dann begann es immer mehr zu bröckeln und es bildete sich eine achtköpfige Spitzengruppe, die sich einen Vorsprung von ca. fünfzig Sekunden auf die nächsten Verfolger herausgearbeitet hatte. Auch diese Gruppe fiel im weiteren Verlauf mehr und mehr auseinander. Ab Kilometer dreißig zog der Pole Robert Korzeniowski das Tempo deutlich an. Fünf Kilometer weiter waren noch vier Geher mit Aussichten auf den Olympiasieg und die Medaillenplatzierungen zusammen. Korzeniowski, die beiden Mexikaner Germán und Joel Sánchez sowie der Australier Nathan Deakes führten mit ca. fünfzehn Sekunden vor Miguel Ángel Rodríguez, einem weiteren Mexikaner, und dem Finnen Valentin Kononen. Diese beiden hatten wiederum einen Vorsprung von ca. fünf Sekunden vor dem Letten Aigars Fadejevs. German Sánchez gab den Wettbewerb im weiteren Verlauf auf, während Korzeniowski sich an der Spitze absetzen konnte. Er vergrößerte den Abstand zu seinen Verfolgern immer weiter. Von hinten überholte Aigars Fadejevs Gegner um Gegner und gewann am Ende mit einem Rückstand 1:18 Minuten auf Olympiasieger Robert Korzeniowski die Silbermedaille. Joel Sánchez, der neben Korzeniowski als einziger Geher aus der Vierer-Spitzengruppe verblieben war, errang 54 Sekunden hinter Fadejevs die Bronzemedaille. Knapp eineinhalb Minuten später kam Valentí Massana als Vierter ins Ziel. Fünfter wurde Nikolai Matjuchin vor Nathan Deakes.
Mit fast 28 Minuten auf den Vorletzten kam der Brite Christopher Maddocks ins als Letzter Ziel. Er war mit 43 Jahren der älteste Leichtathlet in Sydney und bereits zum fünften Mal bei Olympischen Spielen dabei.
Robert Korzeniowski ragte in seiner Sportart, dem Gehen, besonders heraus. Er war der erste Geher, der
- seinen Olympiasieg im 50-km-Gehen wiederholen konnte.
- der sowohl den 20- als auch den 50-km-Wettbewerb bei denselben Olympischen Spielen gewann
- zum dritten Mal Olympiasieger im Gehen wurde.

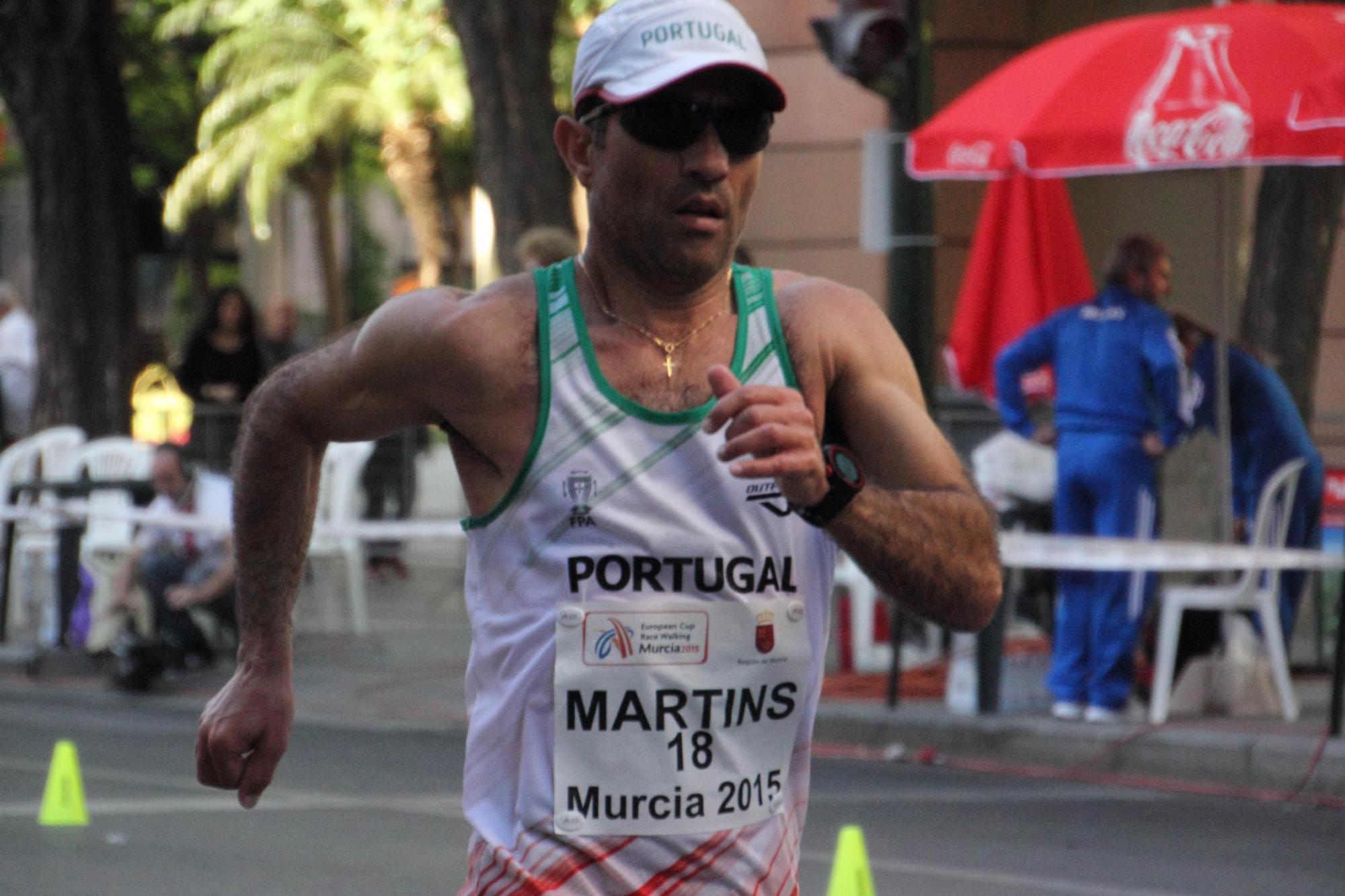
Pedro Martins – Rang 33
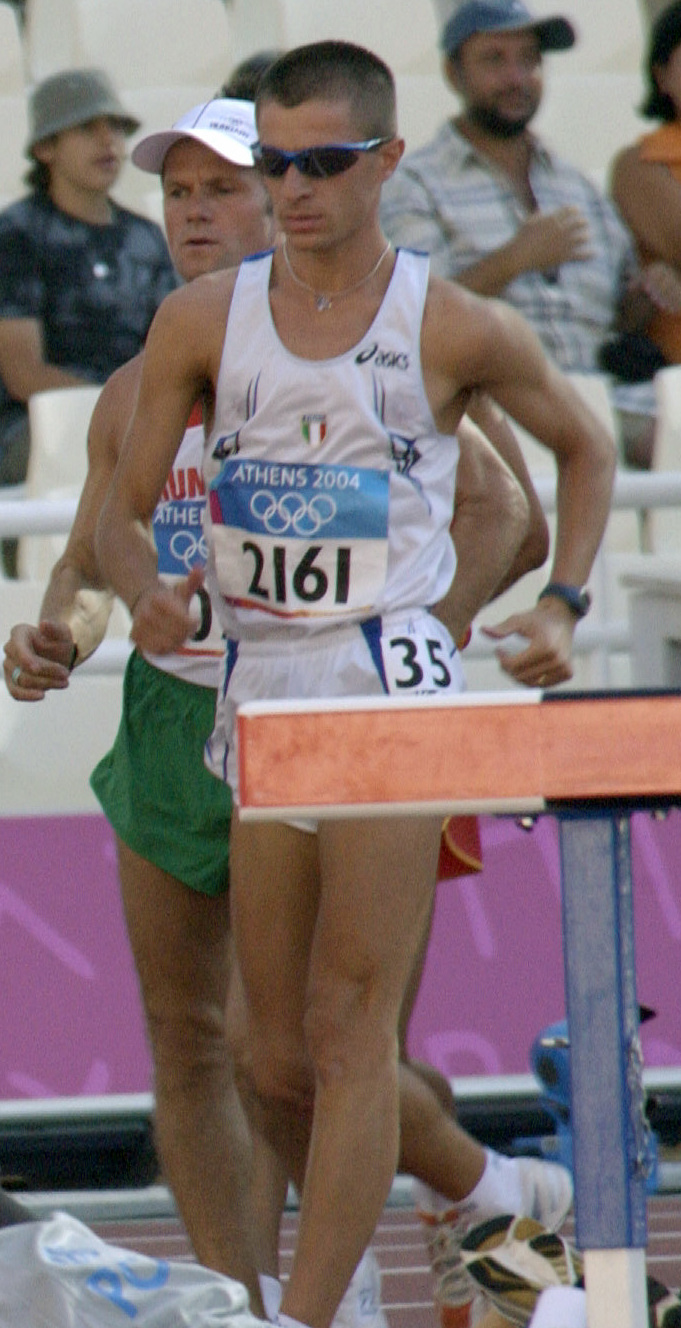
Ivano Brugnetti gab den Wettbewerb auf
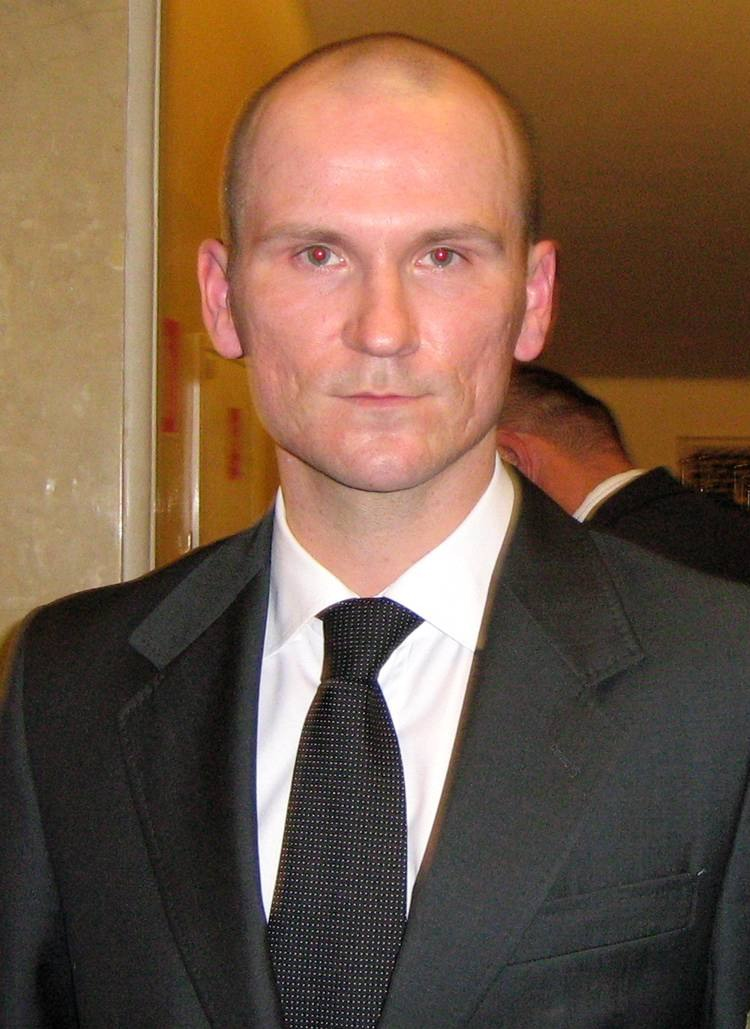
Tomasz Lipiec – nicht im Ziel
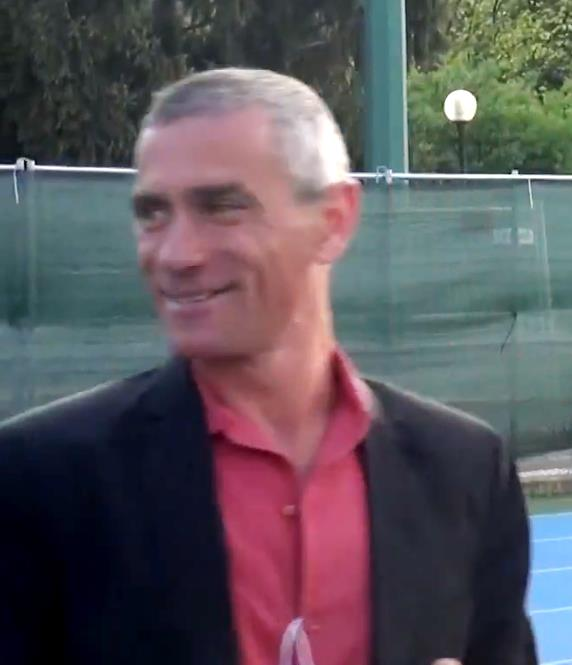
Giovanni Perricelli (Foto: 2015) – nicht im Ziel
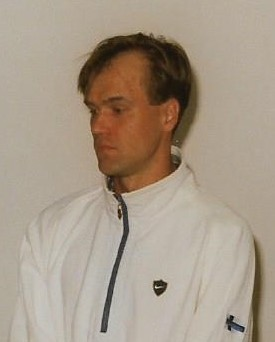
Valentin Kononen wurde disqualifiziert

## Video
- 2000 Sydney - 50km marche, doublé de Korzeniowski, youtube.com, abgerufen am 30. Januar 2022